# Ærestegn for Fortjenester af Republikken Østrig
Ærestegn for Fortjenester af Republikken Østrig (tysk: Ehrenzeichen für Verdienste um die Republik Österreich) er de vigtigste statslige ærestegn, der gives i dag i Østrig. Ærestegnet blev indstiftet af Nationalrådet gennem forbundslov af 2. april 1952. Ærestegnet inddeles i forskellige kategorier (trin) og gives af forbundspræsidenten eller i hans navn. 

## Ordenstrin
Ehrenzeichen für Verdienste um die Republik Österreich omfatter 15 trin, hvor de insignierne har forskellig udformning (kors, stjerne, medaljer) alt efter klasse.
1. Groß-Stern des Ehrenzeichens für Verdienste um die Republik Österreich: Hoftedekoration med bryststjerne. Svarer i international målestok med udgangspunkt i den franske æreslegionen til storkorset i særklasse
2. Großes Goldenes Ehrenzeichen am Bande für Verdienste um die Republik Österreich: Hoftedekoration med bryststjerne. Svarer til storkorset af 1. klasse
3. Großes Silbernes Ehrenzeichen am Bande für Verdienste um die Republik Österreich: Hoftedekoration med bryststjerne. Svarer til storkorset af 2. klasse
4. Großes Goldenes Ehrenzeichen mit dem Stern für Verdienste um die Republik Österreich: Hoftedekoration med bryststjerne. Svarer til storofficer af 1. klasse
5. Großes Silbernes Ehrenzeichen mit dem Stern für Verdienste um die Republik Österreich: Hoftedekoration med bryststjerne. Svarer til storofficer af 2. klasse
6. Österreichisches Ehrenzeichen für Wissenschaft und Kunst
7. Großes Goldenes Ehrenzeichen für Verdienste um die Republik Österreich: Halsdekoration. Svarer til officerkors af 1. klasse
8. Großes Silbernes Ehrenzeichen für Verdienste um die Republik Österreich: Halsdekoration. Svarer til officerkors af 2. klasse
9. Militär-Verdienstzeichen. Militære ærestegn.
10. Großes Ehrenzeichen für Verdienste um die Republik Österreich: Kors i nål. Svarer til officerkors
11. Goldenes Ehrenzeichen für Verdienste um die Republik Österreich: Brystdekoration. Svarer til ridderkors af 1. klasse
12. Silbernes Ehrenzeichen für Verdienste um die Republik Österreich: Brystdekoration. Svarer til ridderkors af 2. klasse.
13. Goldenes Verdienstzeichen der Republik Österreich: Brystdekoration. Svarer til fortjensttegn af 1. klasse
14. Silbernes Verdienstzeichen der Republik Österreich: Brystdekoration. Svarer til fortjensttegn af 2. klasse
15. Goldene Medaille für Verdienste um die Republik Österreich: Brystdekoration. Svarer til fortjenstmedalje af 1. klasse
16. Silberne Medaille für Verdienste um die Republik Österreich: Brystdekoration. Svarer til fortjenstmedalje af 2. klasse
17. Bronzene Medaille für Verdienste um die Republik Österreich: Brystdekoration. Svarer til fortjenstmedalje af 3. klasse

## Tildelingspraksis
Ærestegn kan tildeles særlige fortjenester inden for alle områder, men typisk indenfor politik, erhvervsmæssigt, kulturelt, gejstligt eller særlige offentlige embeder. En person der tildeles et ærestegn har det i sin besiddelse men har ikke ejerskab til det.
Groß-Stern er alene forbeholdt statsoverhoveder. Udenlandske statsoverhoveder til delesordenen under statsbesøg. Østrigske forbundspræsidenter tildeles ordenen for livstid på dagen for deres tiltræden.
Große Goldene Ehrenzeichen am Bande tildeles for det meste forbundskansler, ministre og nationalrådspræsidenten. Große Silberne Ehrenzeichen am Bande gives som regel til til statssekretærer eller delstaternes formænd. 
I den nedre del af skalen tildeles Goldene Verdienstzeichen ofte til borgmestre i mellemstore byer og embedsmænd ved overgangen til pensionsalder. Goldene Medaille tildeles ydermere til sports- og foreningsfolk. Bronzene Medaille er den nederste klasse, og er på grund af denne status aldrig uddelt.

## Kendte ordensbærere
Nedenfor følger en (ukomplet) liste over nogle af de kendteste personer, der har modtaget de østrigske ærestegn.
1 – Groß-Stern
- Elizabeth 2. af Storbritannien, England
- Beatrix af Nederlandene
- Dronning Margrethe 2.
- Jacques Chirac, Frankrig
- Josip Broz Tito, Jugoslavien

2 – Großes Goldenes Ehrenzeichen am Bande
- Kofi Annan, FN-Generalsekretær
- Franz Vranitzky, østrigsk forbundskansler
- Christoph Kardinal Schönborn, Wiens ærkebiskop
- Gyula Horn, Ungarns ministerpræsident
- Wilhelm Molterer, østrigsk vicekansler 2007-2008

3 – Großes Silbernes Ehrenzeichen am Bande
- Michael Häupl, Wiens borgmester
- Gabi Burgstaller, Delstatsformand fra Salzburg
- Karl Otto Pöhl, Deutschen Bundesbanks præsident

4 – Großes Goldenes Ehrenzeichen mit dem Stern
- Herwig Sturm, Biskop (2007)
- George Tabori, Kunstner (2006)
- Friedrich Karl Flick, Virksomhedsejer
- Robert Nünlist, Pavens schweizergardes kommandant (1966)
- Peter Westenthaler, Politiker (2005)

5 – Großes Silbernes Ehrenzeichen mit dem Stern
- Helmut Krätzl, Biskop (2007)
- Ernst Sucharipa, Diplomat

6 – Großes Goldenes Ehrenzeichen
- Karlheinz Böhm, østrigsk skuespiller (2002)
- Alfred Ebenbauer, Rektor (2005)
- Simon Wiesenthal, Dokumentarist (2005)

7 – Großes Silbernes Ehrenzeichen
- Fritz Muliar, Skuespiller (2002)
- Elfriede Ott, Skuespillerinde